# Golfo di Tomini
Il golfo di Tomini (in indonesiano Teluk Tomini) è un golfo racchiuso in parte dalle province indonesiane del Sulawesi Centrale, Gorontalo e Sulawesi Settentrionale situate nella Penisola di Minahassa nell'isola di Sulawesi.
Il golfo di Tomini comunica a oriente con un altro mare indonesiano: il mare delle Molucche. 
Al centro del golfo sorge l'arcipelago delle isole Togian composto da 56 isole con rari animali e piante tipiche del clima equatoriale.